# Hinlopen (Patriziergeschlecht)
Hinlopen (auch Hinloopen) ist der Name eines ursprünglich brabantischen Geschlechts, das im Goldenen Zeitalter zu den Amsterdamer Regentengeschlechtern zählte.

## Historie
Jacob J. Hinlopen (ca. 1550–1612) war ein Flüchtling aus den bei Spanien verbliebenen südlichen Niederlanden, welcher zuerst in Naarden und 1572 in Amsterdam ansässig wurde. Einer seiner Söhne, Jacob Jacobsz Hinlopen (1582–1629), war der erste Einwanderer aus den südlichen Niederlanden, der 1618 in die Amsterdamer Vroedschap aufgenommen wurde. Diverse seiner Nachkommen gehörten zu den 250 Reichsten des Goldenen Jahrhunderts der Niederlande. Mittels ihrer Funktionen als Bewindhebber bei der Niederländischen Ostindien-Kompanie (VOC) breitete sich das Geschlecht auch in den niederländischen Kolonien Bengalen und in der Kapkolonie aus. Zu Beginn des 19. Jahrhunderts verstarb der letzte aus dem Geschlecht Hinlopen.

## Stammliste (Auszug)
- Jacob J. Hinlopen (ca. 1550–1612), Vorsteher der Nordischen Kompanie
  - Tymen J. Hinlopen (1572–1637), Vorsteher der Nordischen Kompanie
    - Michiel Hinlopen (1619–1708), Jurist und Kunstsammler

  - Jacob J. Hinlopen (1582–1629), Vroedschap und Schepen von Amsterdam, Bewindhebber (Vorsteher) der Niederländischen Ostindien-Kompanie (VOC) in Enkhuizen
    - Jacob J. Hinlopen (1621–1679), Kunstsammler, Schepen von Amsterdam, Gegner des Eeuwig edict von 1667
      - Jacob Jacobszn Hinlopen (1644–1705), Amsterdamer Bürgermeister (1794) und Schout, Vorsteher der Niederländischen Ostindien-Kompanie
      - Adriana Hinlopen (1646–1736)
        - Jacob J. Hinlopen (1668–1698), Direktor der Sozietät von Suriname
          - Hester Hinlopen, verheiratet mit Gerrit Hooft
          - Jacob J. Hinlopen, vermietete 1717 seine Wohnung an Zar Peter dem Großen

    - Jan J. Hinlopen (1624–1666), Schepen und Kunstsammler; heiratete Eleonora Huydecoper van Maarsseveen
      - Sara Hinlopen (1660–1749), verheiratet mit Albert Geelvinck; ihre damalige Wohnung ist heutzutage das Haus Geelvinck-Hinlopen

  - Frans J. Hinlopen (1583–1628)
    - Jacob F. Hinlopen (1618–1671), Schepen von Amsterdam, dann Amtmann der Stadt Purmerend, verheiratet mit Maria Huydecoper van Maarsseveen, zog nach Java.
      - Johan J. Hinlopen (1648–1709), trat als erster Besitzer des Landhauses Hartekamp auf
      - Balthasar Hinlopen (1652–1679), Direktor der VOC in Birma

  - Aeltje Hinlopen (1584–1620), im Jahre 1621 wurde ihr Ehemann, Bartholomeus Munter, wegen Falschmünzerei aus Amsterdam verwiesen
  - Geertruid Hinlopen (1587–1622) heiratete Jacques Nicquet, einer der Gründer der Nordischen Kompanie, Kaufmann mit Handelsschwerpunkt in Venedig und Afrika, Kunstsammler, im Jahre 1621 ging er inklusive 90.000 Gulden Mitgift in Konkurs
  - Itgen Hinlopen († 1623)